# Yonatan Irrazabal
Yonathan Irrazabal (Montevideo, Uruguay, 12 de febrero de 1988) es un futbolista uruguayo, que juega como arquero, y actualmente juega para Cerro de la Primera División de Uruguay. También tuvo un muy breve paso por Club Deportivo Guaraní Antonio Franco de Argentina en el año 2016, donde solamente participó en un par de partidos amistosos, aunque no conformando al entrenador de dicho club.

## Clubes
| Club              | País      | Año         | PJ | Goles |
| ----------------- | --------- | ----------- | -- | ----- |
| Defensor Sporting | Uruguay   | 2007 - 2016 | 81 | 0     |
| Cerro             | Uruguay   | 2016 - 2018 | 13 | 0     |
| Tampico Madero    | México    | 2019        | 8  | 0     |
| Rentistas         | Uruguay   | 2019 - 2021 | 15 | 0     |
| Albion            | Uruguay   | 2022-2023   | 15 | 0     |
| Monagas           | Venezuela | 2023        | 1  | 0     |
| River Plate       | Uruguay   | 2023-2024   | 23 | 0     |

## Palmarés

### Campeonatos nacionales
| Título          | Club              | País    | Año  |
| --------------- | ----------------- | ------- | ---- |
| Torneo Apertura | Defensor Sporting | Uruguay | 2010 |
| Torneo Clausura | Defensor Sporting | Uruguay | 2012 |
| Torneo Clausura | Defensor Sporting | Uruguay | 2013 |
| Torneo Apertura | Rentistas         | Uruguay | 2020 |

### Campeonatos Amistosos
| Título         | Club              | País    | Año  |
| -------------- | ----------------- | ------- | ---- |
| Copa de la Paz | Defensor Sporting | Brasil  | 2011 |
| Copa Suat      | Defensor Sporting | Uruguay | 2012 |

## Sentimiento por el club
Luego de no renovar contrato con Defensor Sporting, Yonatan Irrazabal se sintió muy triste, llegando a contarle a la página "La Voz Del Tuerto" que se iba entre lágrimas del club y que deseaba volver al club pronto.

## Selección mayor
En 2020, fue citado por el maestro Óscar Washington Tabárez para integrar la selección mayor de Uruguay.